# Selbstbewusstsein
Selbstbewusstsein ist ein Begriff, der in mehreren Fachdisziplinen verwendet wird, etwa in der Philosophie, in der Soziologie, in der Psychologie oder der Geschichtswissenschaft. Der Begriff Selbstbewusstsein hat mehrere Bedeutungsebenen. Es gibt ein Selbstbewusstsein des Individuums, aber auch ein kollektives Gruppenselbstbewusstsein.
Zum einen wird darunter das aktive, durch innere Denkvorgänge herbeigeführte, Erkennen der eigenen Persönlichkeit verstanden (Selbstbewusstheit, englisch self-awareness).
Die Frage: „Wer oder was bin ich?“ kann als Ergebnis dieses Denkvorgangs beantwortet werden.
Auch eine passive Zuschreibung, die Attribuierung durch anders denkende Mitglieder der Gruppe, führt zum Erkennen und Definieren der eigenen Person bzw. Persönlichkeit und trägt zur Entwicklung des Selbstkonzepts bei.
Zum anderen beschreibt Selbstbewusstsein etwas, was im Englischen self-confidence oder self-assurance heißt. Confidence heißt „Vertrauen, Zuversicht“; assurance heißt „Gewissheit, Sicherheit, Vertrauen“. Ein selbstbewusster Mensch verspürt diese vier Dinge in so starkem Maße, dass er seiner Zukunft relativ optimistisch, angstfrei, sorglos und unbekümmert entgegensieht – also mit einem stark ausgeprägten Selbstvertrauen.
Allgemein wird Selbstbewusstsein als „das Überzeugtsein von seinen Fähigkeiten, von seinem Wert als Person, das sich besonders in selbstsicherem Auftreten ausdrückt“, definiert.

## Umgangssprachliche Begriffsverwendung
Selbstbewusstsein heißt das Bewusstsein seiner selbst.
Umgangssprachlich wird Selbstbewusstsein meist als positives Wertgefühl einer Person oder einer Gruppe in einem sozialen Wertkontext verstanden. Selbstbewusstsein wird demnach oft synonym verwendet für den Begriff Selbstwert. In Redewendungen wie „er hat ein starkes Selbstbewusstsein“ liegt die Bedeutung näher am Begriff Selbstwert oder seinen Synonymen Selbstsicherheit oder Selbstvertrauen.
Selbstbewusstsein ist immer auf einen Wertehorizont und – in anerkennender oder nicht anerkennender Weise – eine wertende Umgebung bezogen: Im ersten Fall wird das Selbstbewusstsein durch Eigenschaften und Fähigkeiten bestimmt, die den jeweils allgemein geltenden Wertvorstellungen mehr oder weniger entsprechen. Selbstbewusst ist, wer sich im Hinblick auf diese anerkannt fühlt. Selbstbewusst sein meint hier ein für gewöhnlich vorkritisches soziales Selbstwertgefühl, das man entweder hat oder eben nicht. Und das durch Aneignen von Fähigkeiten und sozial erwünschten Eigenschaften wie Kollektivbewusstsein, Selbstbestimmung und Eigenverantwortlichkeit gesteigert, oder im Fall des Misslingens, verringert werden kann.
Als in besonderem Maße selbstbewusst gilt aber auch derjenige, der sich als Individuum der wertekonformen Gruppe gegenüberstellt.
Der affirmativen (positiven) Konnotierung im allgemeinen Sprachgebrauch des Begriffs steht der reine Wortsinn gegenüber: Denn ein Modus des Selbstbewusstseins in Sinne eines „seiner Selbst bewusst sein“ (engl. self awareness) umfasst eine Gesamtheit von Eigenschaften (traits): die Reflektions-, Einsichts- und Änderungsfähigkeit (Bewusstheit über das eigene Ich, der Auswirkungen des eigenen Handels auf sich selbst und die Umwelt und die Fähigkeit zur Veränderung im Handeln und Denken), aber auch das Verstehen der eigenen Emotionalität und der Umgang mit Stärken und Schwächen.

## Selbstbewusstsein in der Philosophie

### Nach Kant
Selbstbewusstsein entsteht durch Beobachtung und Reflexion seiner selbst oder anders ausgedrückt: des eigenen Ich, der eigenen Persönlichkeit. Der sich selbst Betrachtende ist hierbei gleichzeitig Objekt und Subjekt.
Kant: „‚Ich bin mir selbst ein Gegenstand der Anschauung und des Denkens’ ist ein synthetischer Satz a priori und der Grundsatz der Transzendentalphilosophie.“ (Vorlesungen über Metaphysik).
„Der synthetische Satz: daß alles verschiedene empirische Bewußtsein in einem einigen Selbstbewußtsein verbunden sein müsse, ist der schlechthin erste und synthetische Grundsatz unseres Denkens überhaupt.“ (Kritik der reinen Vernunft)

### Nach Hegel
In einer seiner bedeutendsten philosophischen Schriften, der Phänomenologie des Geistes, vor allem im berühmten Kapitel „Selbstständigkeit und Unselbstständigkeit des Selbstbewusstseins; Herrschaft und Knechtschaft“ führt Hegel aus, dass das Selbstbewusstsein als Ergebnis der Anerkennung durch den Anderen sich herausbildet und sich in Abhängigkeit eines Gegenüberstehenden formt bzw. verwandelt. Der Knecht ist gezwungen, für den Herrn zu arbeiten, der die Früchte der Arbeit genießt und dabei in der Natürlichkeit seines Daseins verharrt. Der Knecht dagegen formt mit der Bearbeitung der Dinge die äußere und seine eigene Natur um. Er lernt sich durch die Arbeit selbst kennen und entwickelt daraus ein Selbstbewusstsein. Hegel beschreibt das Selbstbewusstsein als die Summe der Erfahrung der Dialektik von Selbstständigkeit und Unselbstständigkeit, bildlich auch in Form eines Konflikts um Anerkennung zwischen Herr und Knecht.
„Ich ist der Inhalt der Beziehung, und das Beziehen selbst.“ und
„In dem Bewusstsein, das auf sich selbst reflektiert, sind sich Subjekt und Objekt gleich.“